# Bitwa pod Kernstown (1862)
Pierwsza bitwa pod Kernstown miała miejsce 23 marca 1862 podczas wojny secesyjnej. Rozpoczęła ona prowadzoną przez generała Skonfederowanych Stanów Ameryki, Thomasa Jacksona, kampanię w dolinie Shenandoah. Zakończyła się zwycięstwem wojsk Unii dowodzonych przez pułkownika Nathana Kimballa.
Polegając na błędnych raportach wywiadowczych, według których garnizon Unii w okolicy Winchester liczył tylko około 3000 żołnierzy, generał Thomas „Stonewall” Jackson wyruszył agresywnie na północ ze swoją armią liczącą około 3400 żołnierzy. Dowodzone przez pułkownika Nathana Kimballa siły Unii, w sile około 8500 żołnierzy, najpierw powstrzymały Jacksona pod Kernstown, a następnie przeszły do kontrataku obchodząc lewe skrzydło pozycji Jacksona i zmuszając go do wycofania się.
Jackson winą za niepowodzenie obarczył dowódcę jednej z brygad, generała Richarda Garnetta, który bez zezwolenia głównodowodzącego wycofał swe oddziały z pola bitwy. Jackson zdecydował się oddać Garnetta pod sąd wojenny zarzucając mu tchórzostwo, w efekcie czego ten ostatni trafił do aresztu. Należy jednakże zauważyć, iż decyzja o wycofaniu się została podjęta wskutek przewagi liczebnej wojsk Unii, którą konfederaci zostali zaskoczeni w wyniku błędnych danych wywiadu. Brygadzie Garnetta groziło okrążenie, a ponadto kończyła jej się amunicja. Generał Robert E. Lee nakazał później wstrzymanie postępowania wobec Garnetta i zwolnienie go z aresztu. Generał Garnett objął dowództwo w jednej z brygad w dywizji gen. George'a Picketta. Jednakże niesłuszne oskarżenie, w dodatku wniesione przez bardzo popularnego w armii Konfederatów Jacksona, bardzo zaciążyło na jego reputacji. Chcąc się zrehabilitować, w czasie słynnej "szarży Picketta" w bitwie pod Gettysburgiem, Garnett zdecydował się osobiście poprowadzić swoją brygadę do ataku mimo że z powodu kontuzji nie mógł chodzić.  Pojechał zatem na koniu chociaż oznaczało to właściwie pewną śmierć, gdyż oficer jadący konno był doskonałym celem dla żołnierzy Unii. Garnett zginął w czasie szarży.
Pomimo zwycięstwa Unii, bitwa miała ważne znaczenie strategiczne dla Konfederacji. Prezydent Stanów Zjednoczonych Abraham Lincoln był zaniepokojony zagrożeniem, jakie armia Jacksona stanowiła dla Waszyngtonu i wysłał znaczące posiłki do doliny rzeki Shenandoah. Tym samym generał Unii George McClellan, prowadzący w tym samym czasie kampanię półwyspową, nie mógł ich wykorzystać jako wzmocnienia dla swojej armii. McClellan później twierdził, że brak wsparcia nie pozwolił mu na zdobycie Richmond i przesądził o niepowodzeniu kampanii półwyspowej.